# Nurhan Süleymanoğlu
Nurhan Süleymanoğlu (* 28. Februar 1971 in der Kasachischen SSR als Nurhan Suleimanow) ist ein ehemaliger türkischer Boxer im Halbweltergewicht. Er gewann 1993 die Mittelmeerspiele in Frankreich sowie 1997 die Mittelmeerspiele in Italien. Darüber hinaus gewann er 1993 die Europameisterschaften in Bursa und wurde 1996 sowie 1998 Vize-Europameister. Weitere Erfolge erzielte er mit einem zweiten Platz bei den Goodwill Games 1994 in Sankt Petersburg, einem zweiten Platz bei den Weltmeisterschaften 1995 in Berlin und einem zweiten Platz beim Weltcup 1998 in Peking. 1996 und 2000, war er Teilnehmer der Olympischen Spiele.

## Amateurkarriere
Nurhan Süleymanoğlu wurde als Nurhan Suleimanow im kasachischen Schymkent geboren. Schon im Nachwuchsbereich boxte er für die sowjetische Nationalmannschaft. Er wurde im Juniorenbereich sowjetischer Meister. 1988 debütierte er mit 17 Jahren in der Nationalmannschaft bei den Internationalen Junioren Meisterschaften der Ostblock-Staaten in Chaskowo im Halbfliegengewicht bis 48 kg. Er kämpfe sich bis zum Halbfinale durch, wo er gegen den späteren bulgarischen Olympiasieger Daniel Petrow verlor (1:4). Ein weiteres Mal boxte er beim Internationalen Turnier in Tbilissi im Dezember 1988. Dort konnte er eine Gewichtsklasse höher im Fliegengewicht bis 51 kg den 2. Platz belegen. Er verlor ebenfalls dort gegen einen späteren Olympiasieger und zwar den Kubaner Joel Casamayor. Im Männerbereich machte er sich das erste Mal auf sich aufmerksam, als er beim UdSSR-Cup im September in Novorossysk, der WM-Qualifikation für Sydney 1991, und dort die Bronzemedaille holte, nachdem er im Halbfinale gegen Kostya Tszyu ausschied, der anschließend in Sydney den Titel holte. Als die Sowjetunion zusammenbrach, setzte er sich in die Türkei ab und startete unter dem ehemaligen Chef-Trainer der Sowjetischen Nationalmannschaft Artjom Lawrow für die Türkische Mannschaft. Im Mai 1993 kam er bei den Weltmeisterschaften durch ein Freilos und einem Punktesieg gegen den Jugoslawen Vukašin Dobrašinović ins Achtelfinale, wo er erstmals dem Kubaner Héctor Vinent unterlag. Im September desselben Jahres konnte er jedoch die Europameisterschaften in Bursa gewinnen. Er siegte dabei gegen Jason Williams aus Wales, Peter Richardson aus England, Nordine Mouchi aus Frankreich, Armen Geworkjan aus Armenien und Oktay Urkal aus Deutschland.
Im August 1994 gewann er die Silbermedaille bei den Goodwill Games in Sankt Petersburg; er schlug dabei u. a. auch den deutschen Starter Enrico Thormann sowie den späteren, zweifachen Olympiasieger Oleg Saitow aus Russland, ehe er im Finale erneut gegen Héctor Vinent verlor. Auch bei den Weltmeisterschaften 1995 in Berlin, zog er durch Siege gegen Zoran Didanovic, Besik Wardselaschwili, Bulat Niasimbetow und Oktay Urkal erneut ins Finale ein, wo er sich wieder Héctor Vinent geschlagen geben musste.
Im April 1996 wurde er in Vejle Vize-Europameister, nachdem er diesmal im Finale Oktay Urkal unterlegen war. Im August desselben Jahres vertrat er sein Heimatland bei den Olympischen Sommerspielen von Atlanta, wo er nach einem Sieg gegen Aboubacar Diallo, im Achtelfinale gegen Héctor Vinent ausschied.
Bei den Weltmeisterschaften 1997 in Budapest, schied er schon in der Vorrunde gegen den zweifachen Afrikanischen Meister Benamar Meskine aus. Im Mai 1998 gewann er erneut die Silbermedaille bei den Europameisterschaften in Minsk. Er unterlag diesmal im Finale dem Rumänen Dorel Simion, nachdem er zuvor den Weißrussen Sergei Bykowski, den Polen Jacek Bielski und den Dänen Mehmet Erarslan geschlagen hatte. Eine weitere Silbermedaille, erkämpfte er beim Weltcup im Juni 1998 in Peking. Er unterlag erst im Finale dem Kubaner Diógenes Luna.
1999 schied er bei den Weltmeisterschaften in den USA schon in der Vorrunde gegen Lucian Bute aus Rumänien aus. Im Mai 2000 besiegte er bei den Europameisterschaften in Finnland den Griechen Spiridion Ioannidis und den Polen Mariusz Cendrowski, ehe er im Halbfinale Alexander Leonow aus Russland unterlag und mit einer Bronzemedaille ausstieg.
Anschließend startete er noch bei den Olympischen Sommerspielen 2000 in Sydney. Nach einem Sieg gegen Michael Strange aus Kanada, verlor er im Achtelfinale gegen Sergei Bikowski aus Weißrussland (+8:8).
Auswahl weiterer Turnierergebnisse
- Mai 1997: Gewinner des Acropolis Cup in Athen (Siege gegen Tigran Akopjan, Ivan Gonta, Sergei Bykowski und Paata Gwasalia)
- September 1997: Gewinner des Muhammad Ali Cup in Louisville (Siege gegen Sathaporn Boonmalert, Larry Mosley und Roman Dzuman)
- Februar 1998: 2. Platz beim Ahmet Cömert Turnier in Istanbul (Siege gegen Murat Arik und Mariusz Cendrowski, Finalniederlage gegen Héctor Vinent +4:4)
- April 1998: Gewinner des Golden Belt Turnier in Bukarest (Siege gegen Bill Fofana, Virgil Meleg und Ivan Gonta)
- November 1999: Gewinner des Ahmet Cömert Turnier in Istanbul (Siege u. a. gegen Lukáš Konečný und Sergei Bykowski)

## Profikarriere
Der 1,75 m große Linksausleger wurde 2001 in den USA Profi und wohnt in Houston, Texas. Er gewann seine ersten 14 Kämpfe, davon sechs durch Knockout. Dabei wurde er am 15. Januar 2004 mit einem einstimmigen Punktesieg gegen den ungeschlagenen Mexikaner Jesús Soto Karass (11:0), Zentralamerikanischer Meister der WBA im Halbmittelgewicht.
Am 15. Juli 2004 unterlag er David Estrada (16:1) beim Kampf um die US-Meisterschaft im Weltergewicht und erlitt somit seine erste Niederlage als Profi. Schon im Februar 2005 verlor er gegen Carlos Quintana (18:0) erstmals vorzeitig und musste gegen Terrance Cauthen (30:3) im Juni 2006 eine Punktniederlage hinnehmen. Am 3. März 2007 ging er im Kampf gegen José Varela (20:2) aus Nicaragua in der zweiten Runde K. o. und beendete seine Profikarriere im Juli 2007 mit einer Bilanz von 16:9.